# District de Ntcheu
Ntcheu est un district du Malawi.